# Muscocyclops operculatus
Muscocyclops operculatus – gatunek widłonoga z rodziny Cyclopidae. Opisał go w 1917 roku szwajcarski zoolog Pierre-Alfred Chappuis, nadając mu nazwę Cyclops operculatus.